# 鳳山八景
鳳山八景是清領時期台灣鳳山縣的八處景色。分別是：「鳳岫春雨」、「龍巖冽泉」、「淡溪秋月」、「球嶼曉霞」、「岡山樹色」、「泮水荷香」、「翠屏夕照」、「丹渡晴帆」。

## 歷史沿革
最早記載鳳山風景的文獻可追溯至清康熙57年（1718年），李丕煜所撰《鳳山縣志》中提出「鳳山縣六景」，分別為：鳳岫春雨、泮水荷香、岡山樹色、瑯嶠潮聲、安平晚渡、鯤身曉霞。
乾隆5年（1740年），劉良璧於《重修福建臺灣府志》中，增補鳳山縣景觀為「鳳山八景」，具體為：
1. 鳳岫春雨
2. 瑯嶠潮聲
3. 淡溪秋月
4. 球嶼曉霞
5. 岡山樹邑
6. 泮水荷香
7. 翠屏夕照
8. 丹渡晴帆

其中，安平晚渡與鯤身曉霞因改劃入臺灣縣，移列為臺灣縣八景，未再列入鳳山八景。
光緒20年（1894年），盧德嘉於《鳳山采訪冊》中記載，由於「瑯嶠」劃歸恆春縣，改以「龍巖冽泉」替代，形成近代所稱的鳳山八景：
1. 鳳岫春雨（今鳳山）
2. 龍巖冽泉（今壽山）
3. 淡溪秋月（今高屏溪）
4. 球嶼曉霞（今小琉球）
5. 岡山樹色（今大崗山）
6. 泮水荷香（今蓮池潭）：1686年鳳山知縣楊芳聲建文廟時，以蓮池潭為泮池，在池中栽植蓮花點綴。每值炎夏，荷花盛開、清香四溢，「泮池荷香」就是指這裡。現經政府規劃為蓮池潭風景區，為高雄市民重要休閒遊憩場所，並為國內外知名之勝景與觀光區。
7. 翠屏夕照（今觀音山）：今高雄市大社區觀音山的山腳下，有一巨岩，三面環山，藏風聚氣，相傳清康熙皇帝見此地山明水秀，乃賜名「翠屏岩」，「翠屏夕照」即是指這個風景點。爬觀音山不僅白晝相宜，黃昏時看落日殘照的瑰麗奇景，就會親身體會「翠屏夕照」之美。
8. 丹渡晴帆（今高雄港）

## 鳳山八景詩
以下為王賓所作《鳳山八景詩》，由廖振富編校：
丹渡晴帆
：濟川求用楫，渡海自揚帆。風起浮雲卷，潮平落日銜。

赤分君子膽，紅映美人衫。蓬丈諸天外，方舟願一監。
岡山樹色
：鬱鬱千尋樹，蔥蔥大小山。影移滄海裏，色射碧雲間。

蒲柳秋彫質，松杉雪老顏。折枝如不棄，躡磴敢辭艱。
泮水荷香
：薰風吹泮水，荷芰發清香。澹蕩煙波裏，氤氳臺榭傍。

敢誇君子質，幸藉聖人光。尚願扶搖力，微馨獻玉堂。
淡溪秋月
：淡淡滄溪夜，溶溶皓魄秋。浪恬光不動，波澈影同浮。

畫黛何勞鏡，收鰲可當鉤。清平無一事，對酒且優遊。
球嶼曉霞
：滄海藏殘月，青山出曉霞。松門增景色，荻岸帶光華。

似霧堪文豹，非霜自潤花。更看紅濕處，球嶼萬人家。
瑯嶠潮聲
：水闊煙生雨，濤高浪作聲。震翻琅主嶠，環拱鳳山城。

不藉馮夷力，能教海若驚。乘秋長一望，絕勝廣陵情。
翠屏夕照
：紫氣含殘照，流霞映翠屏。海波原自碧，山色向來青。

隱見蛟龍窟，虛無鳥獸形。餘光難極目，直欲上天庭。
鳳岫春雨
：翠岫噓雲暖，青嵐送雨春。三陽開泰象，萬物暢生辰。

既足歌王政，知時頌帝仁。更疑仙霧裏，猶有九韶陳。